# Antlérite
L’antlérite est une espèce minérale composée hydroxy-sulfate de cuivre ou sulfate hydroxylé de cuivre. Sa formule chimique est Cu3(OH)4SO4. Pouvant donner des cristaux jusqu'à 2 cm 

## Inventeur et étymologie
Bien que décrite antérieurement par Weisbach en 1886, c'est la description en 1889 par le minéralogiste Hillebrand qui fait référence. Le nom dérive du topotype.

## Topotype
- Mine Antler, Comté de Mohave, Arizona États-Unis.
- Les échantillons types sont déposés au muséum de New York États-Unis  N°NMNH, 47698.

## Cristallographie
- Paramètres de la maille conventionnelle : a = 8,24 Å, b = 11,99 Å, c = 6,03 Å, Z = 4; V = 595,75 Å3
- Densité calculée = 3,95

## Gîtologie
Minéral peu fréquent, le plus souvent formés dans la zone des gisements de cuivre oxydé dans des conditions très acides, en particulier dans les régions arides.

### Minéraux associés
Atacamite, brochantite, chalcanthite, gypse, kröhnkite, linarite, natrochalcite.

## Synonyme
- arminite  (Weisbach 1886)[6]
- hétérobrochantite (Buttgenbach 1926)[7]
- stelznérite  (Dannenberg 1899) [8]

## Variété
- vernadskite : initialement décrite par le minéralogiste italien Ferruccio Zambonini en 1910 sur des échantillons de Monte Somma[9], commune une espèce et dédiée au géologue russe Vladimir Ivanovich Vernadsky (1863-1945); il s'agit d'une pseudomorphose de dolerophanite en antlérite[10].

## Critères de reconnaissance
Cette espèce minérale est chimiquement et optiquement similaires à bien des égards à d'autres minéraux de cuivre comme la malachite et la brochantite, elle s'en distingue par un manque d'effervescence dans l'acide chlorhydrique.

## Gisements remarquables
- Canada

Carrière Poudrette, Mont Saint-Hilaire, Rouville RCM, Montérégie
- France

Le Liouc, Daluis, Guillaumes, Alpes-Maritimes, Provence-Alpes-Côte d'Azur
Mine de Cap Garonne, Le Pradet, Var, Provence-Alpes-Côte d'Azur 
- Italie

Monte Somma, Complexe volcanique Somma-Vésuve, Naples, Campanie,